# Cry Baby (album)
Cry Baby is het debuutalbum van de Amerikaanse artiest Melanie Martinez. Het album is naast cd ook digitaal en op cassette en LP uitgegeven. Cry Baby valt onder het genre dark electropop, en ontving voor het grootste deel positieve reviews.

## Singles
Pity Party is de eerste single van het album. De muziekvideo is gepubliceerd op 1 juni 2015.
Soap is de tweede single van het album. Het is uitgegeven op 10 juli 2015 samen met de muziekvideo.
De derde single, genaamd Sippy Cup, is uitgegeven op 31 juli 2015 samen met de muziekvideo. 

## Ontvangst
Cry Baby werd door recensenten positief beoordeeld, met de lof vooral gericht op de conceptuele thema's. Allan Raible van ABC News gaf het album 4.5 van de 5 sterren. Daarnaast gaf Jason Scott van Popdust.com het album 4 van de 5 sterren.

## Tracklist
1. Cry Baby (3.59)
2. Dollhouse (3.52)
3. Sippy Cup (3.15
4. Carousel (3.50)
5. Alphabet Boy (4.13)
6. Soap (3.28)
7. Training Wheels (3.25)
8. Pity Party (3.23)
9. Tag, You're It (3.09)
10. Milk and Cookies (3.26)
11. Pacify Her (3.40)
12. Mrs. Potato Head (3.37)
13. Mad Hatter (3.21)
14. Play Date (2.59)
15. Teddy Bear (4.05)
16. Cake (3.19)[3]